# Ole Jørgen Moe

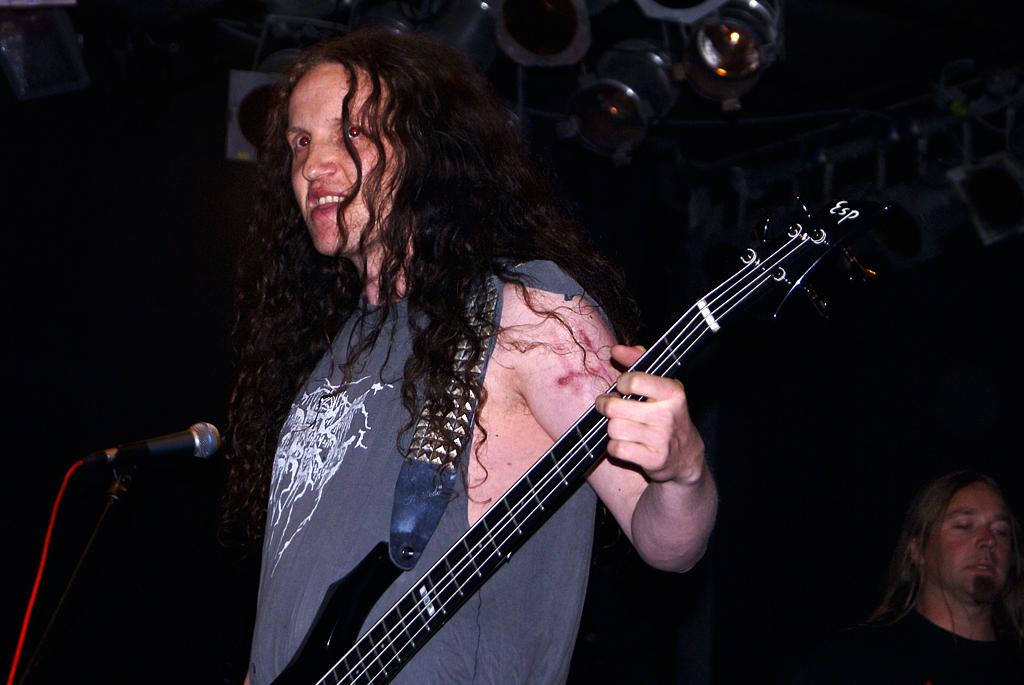
Apollyon alias Ole Jørgen Moe (2009)

Ole Jørgen Moe (* 1. April 1974) ist ein norwegischer Black-/Thrash-Metal-Multiinstrumentalist, der auch unter den Pseudonymen Apollyon und O.J. Noir bekannt ist.

## Karriere
Mit der Band Aura Noir spielte er mit Ausnahme eines Albums im Jahr 2000 alle EPs und Alben von 1995 (Dreams Like Deserts) bis zum quasi selbstbetitelten Aura Noire im Jahr 2018 ein, dem jüngsten Album mit Stand Anfang 2024.
Bei Dødheimsgard engagierte er sich in der zweiten Hälfte der 1990er Jahre und auf zwei Studioalben, dann bei den ursprünglich als Cadaver Inc. firmierenden Cadaver mit Aufnahmen, die von 2001 bis 2004 veröffentlicht wurden. Als Live-Musiker wirkte er bei Gorgoroth und deren kontroversem Konzert in Krakau mit, das 2008 als Black Mass Krakow 2004 erschien. Im Jahr 2006 stieg er bei den wiedergegründeten Immortal ein und war an zwei Studioalben sowie an Live-Unternehmungen beteiligt.
In Ole Jørgen Moes musikalischer Vita finden sich zudem zahlreiche Gast- bzw. Studiobeteiligungen, darunter bei Darkthrone (Plaguewielder, 2001; Sardonic Wrath, 2004).

## Diskografie (Auswahl)

### Mit Dødheimsgard
- 1996: Monumental Possession
- 1998: Satanic Art (EP)
- 1999: 666 International

### Mit Cadaver
- 2001: Discipline (als Cadaver Inc.)
- 2002: Live Inferno (Livealbum, als Cadaver Inc.)
- 2004: Necrosis

### Mit Gorgoroth
- 2008: Black Mass Krakow 2004

### Mit Immortal
- 2009: All Shall Fall
- 2010: The Seventh Date of Blashyrkh